# 瑟謝爾季
58°52′N 60°48′E / 58.867°N 60.800°E
瑟謝爾季（俄语：Сысе́рть）是俄羅斯斯維爾德洛夫斯克州南部的一個城市、瑟謝爾季縣縣治。位於州府葉卡捷琳堡以南50公里、瑟謝爾季河畔。2002年人口22,152人。
1732年（一說1773年）建立，1932年前稱為Сысерский Завод。1946年建市。